# Actium retractum
Actium retractum är en skalbaggsart som beskrevs av Thomas Casey 1908. Actium retractum ingår i släktet Actium och familjen kortvingar. Inga underarter finns listade i Catalogue of Life.